# Kenita Placide
Kenita Placide is een mensenrechten-, hiv-en LHBT-activist van St. Lucia. Ze is algemeen directeur van de organisatie United and Strong en de Oost-Caribische Coördinator van het Caribbean Forum for Liberation and Acceptance of Genders and Sexualities (CariFLAGS). Tussen 2014 en 2016, maakte zij deel uit van de vrouwenafdeling van International Lesbian, Gay, Bisexual, Trans and Intersex Association (ILGA). Ze bracht als een van de eerste LHBT-kwesties onder de aandacht in de Anglo-Caribische en internationale gemeenschap. In 2013 werd ze gekozen als Star Publishing 's People' s Choice voor Persoon van het Jaar in St. Lucia, de eerste keer dat een LHBT-persoon werd geëerd met deze onderscheiding in haar land.

## Biografie
Kenita Placide groeide op in de provincie Castries van Faux A Chaux in St. Lucia, ze zat op de Canon Laurie basisschool en op de middelbare school Vide Boutielle. Ze studeerde vrouwenpsychologie en de mensenrechten van vrouwen aan de Athabasca universiteit en de universiteit van Toronto en werd getraind in het adviseren en faciliteren van hiv-testen. Later studeerde ze Computer Systems Analysis and Design en Computer Onderhoud en Reparatie aan het Sir Arthur Lewis Community College.

### Voorvechter gendergelijkheid
Haar activisme begon op de Vide Boutielle als lid van de Drug Free Club van haar school, waar ze vertegenwoordiger was van de aids-commissie van haar land en ze was aanwezig bij de gezondheidszorgvergaderingen van de regering van 1996 tot 2000. In 2000 is ze mede-oprichter van United and Strong, een lobbygroep die aandacht vraagt voor de hiv/aids pandemie die in 2005 kon worden geregistreerd.In 2006 vertegenwoordigde Placide United and Strong op een regionale vergadering, en het volgende jaar werd ze verkozen tot de Raad van Bestuur van de organisatie en sinds die tijd is ze algemeen directeur. Met haar toetreding tot de Raad van Bestuur maakte United and Strong de overgang van een hoofdzakelijk gezondheidsinitiatief naar een mensenrechten bemiddelingsorganisatie. Hun primaire focus blijft het tegengaan van stigma en discriminatie van lesbische, homoseksuele, biseksuele, transgender en interseksualiteit (LGBTI) mensen, maar de organisatie streeft ook naar gerechtigheid voor alle gemarginaliseerde gemeenschappen.
In 2008 drong Placide bij de Grondwet Hervormingscommissie aan op het tegengaan van discriminatie van LHBT-burgers en in 2009 heeft ze voor St. Lucia deelgenomen aan de Universal Periodic Review voor de Verenigde Naties. Deze herziening vond plaats in 2011 en United and Strong was de enige NGO van St. Lucia die een schaduwrapport indiende om de internationale uitstraling te verhogen en mogelijkheden om te netwerken voor de organisatie en Placide te vergroten.
In 2010 werd Placide verkozen tot bijzonder Secretaris-Generaal voor de International Lesbian, Gay, Biseksuele, Trans-en Interseksualiteit Association (ILGA), maakte ze deel uit van het bijzonder Vrouwen Secretariaat vanaf 2012, en in 2014 werd ze verkozen als de ILGA Vrouwen Secretaris. In 2016 nam haar collega Jessica St Rose deze positie over.
Sinds 2010 is Placide een vertegenwoordiger bij de AIDS Action Foundation en sinds 2012 is ze de Oost-Caribische Coördinator voor het Caribbean Forum for Liberation and Acceptance of Genders and Sexualities (CariFLAGS). Placide is ook lid van de raad van bestuur van de Caribische Alliantie voor de Gelijkheid (CAE).
In juli 2011 organiseerde Placide de eerste regionale LHBT-opleiding voor veiligheid en de rechten van de mens voor de Organisatie van Oost-Caribische Staten (OECS) en een regionale documentatietraining voor activisten in 2013. In februari 2012 coördineerde zij de eerste seminar in het Caribisch gebied voor de Internationale Dialoog over de Rechten van de Mens. In datzelfde jaar leidde Placide een openbare dialoog met het ministerie van Onderwijs en het kantoor van de minister-president op het thema "Bestrijd haat en geef uitleg". De jaarlijkse dialoog in 2015 bevatte het onderwerp "onderwijs en bewustwording zijn de bouwstenen van aanvaarding en liefde". In 2013 zijn Placide en United and Strong, in samenwerking met Fundashon Orguyo Korsou (Curaçao Pride Foundation) (FOKO) uit Curaçao, gastheer van een Caribische Vrouwen en Seksuele Diversiteit Conferentie die LBT vrouwen uit 14 landen in het Caribisch gebied samenbracht in een netwerk- en leiderschapsessie.
Placide ontving in 2012 een onderscheiding van ILGA voor haar activisme, ondanks de bedreigingen en de vernietiging van United and Strong kantoren door brandstichting. In 2013 werd ze gekozen als Star Publishing 's People' s Choice voor Persoon van het Jaar in St. Lucia, de eerste keer dat een LHBT-persoon werd geëerd met deze onderscheiding in haar land.
Placide is een voorvechter in het onder de aandacht brengen van LHBT-kwesties in St. Lucia en het gehele Anglo-Caribische gebied en binnen de internationale gemeenschap. Door middel van regionale en internationale netwerken ontwikkelt ze strategieën om de weerstand te overwinnen om diversiteit in het Caribische gebied te omarmen.